# Shui Jin Gui
Shui Jin Gui (chinesisch 水金龜 / 水金龟, Pinyin Shuǐjīnguī – „Goldene Meeresschildkröte“) ist ein Oolong-Tee aus der Gruppe der Wuyi- oder Steintees (yan cha). Der Tee gehört zu den „Vier berühmten Teebüschen“ (四大名欉,  sì dà ming cong – „Vier Große Büsche“) des Wuyi-Gebirges im Nordwesten der Provinz Fujian und somit zu den ursprünglichen Teepflanzen, aus deren Blättern Oolong-Tee gewonnen wird.
Die Varietät der Shui-Jin-Gui-Teepflanze stammt ursprünglich vom Du Ge Zhao-Berg im inneren Wuyi-Gebirge. Über Stecklinge vegetativ vermehrte Teebüsche werden seit den 1980er Jahren überwiegend im Zentrum der Region angebaut. Von den noch erhaltenen ursprünglichen Pflanzen wird heute kein Tee mehr geerntet. Ähnlich wie Da Hong Pao werden die Büsche mittelgroß gehalten, ihre Äste wachsen dicht beieinander. Die elliptischen, am Rand gekräuselten und gezahnten dunkelgrünen Blätter falten sich auf charakteristische Weise nach innen ein. Die trockenen Teeblätter weisen eine blauschwarze Farbe auf, ihr Aufguss besitzt eine klare, tief orange Färbung.